# Politique de la terre brûlée
 (juin 2025).
Si vous disposez d'ouvrages ou d'articles de référence ou si vous connaissez des sites web de qualité traitant du thème abordé ici, merci de compléter l'article en donnant les références utiles à sa vérifiabilité et en les liant à la section « Notes et références ».

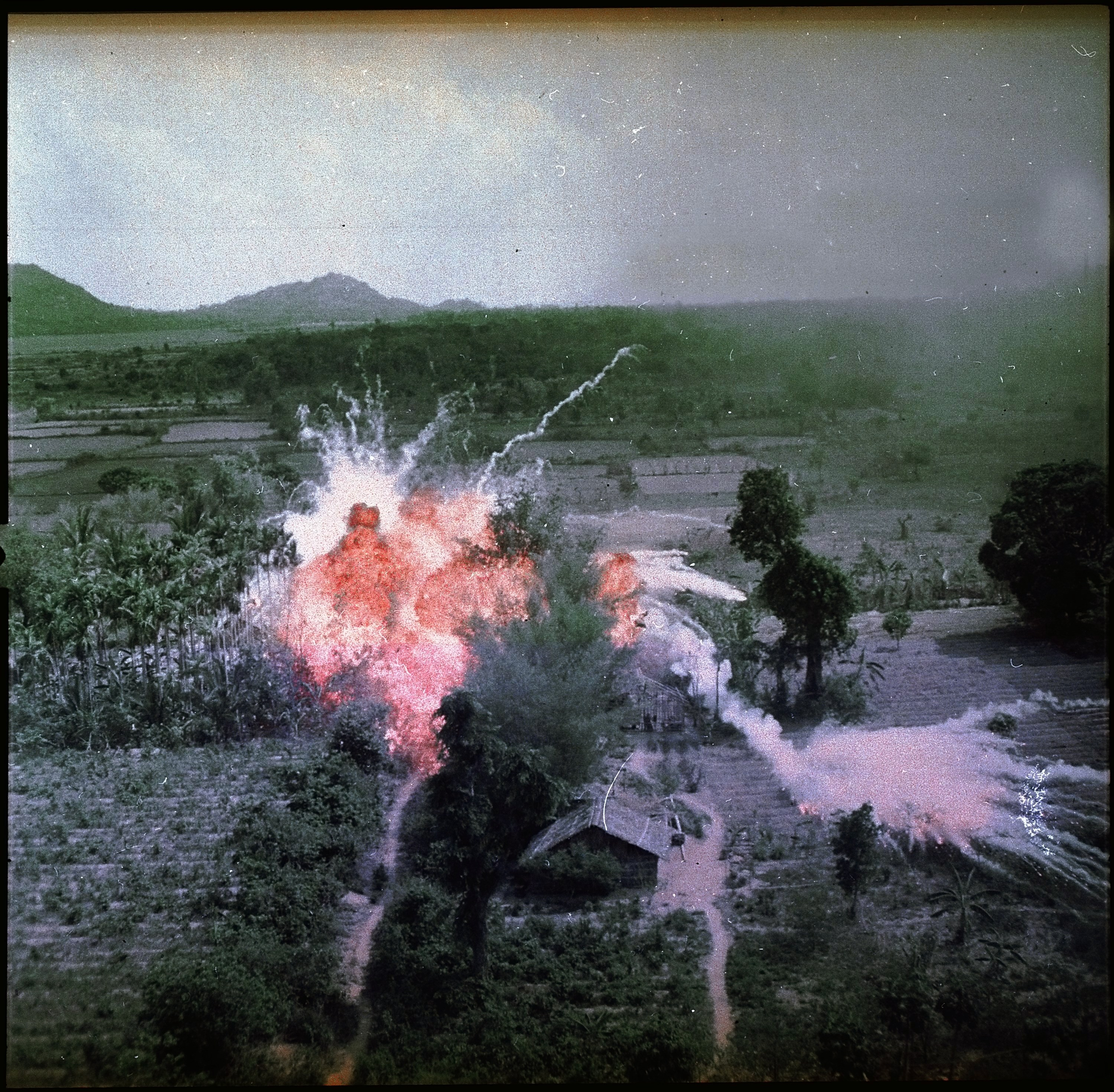
Guerre du Viêt Nam : l'emploi systématique de bombardements au napalm sur le territoire de la République démocratique du Viêt Nam et contre le vietcong ici au sud de Saïgon en 1965, évoque, selon Noam Chomsky, une politique de la terre brulée.

La politique de la terre brûlée est une tactique consistant à pratiquer les destructions les plus importantes possibles, et en cas de conflit militaire, à détruire ou à endommager gravement ressources, moyens de production, infrastructures, bâtiments ou nature environnante, de manière à les rendre inutilisables par l'adversaire.
Cela peut constituer une tactique offensive, consistant à ravager les territoires de l'adversaire afin de l'empêcher de reconstituer ses forces ou de trouver un refuge, ou bien une tactique défensive consistant, face à une armée d'invasion, à se déplacer ou à se retirer (retraite) en détruisant ou en brulant tout derrière soi (habitations, récoltes, bétail, routes, ponts, moyens de communications et de production), afin d'ôter à l'ennemi toute possibilité de ravitaillement.
En cybersécurité, la politique de la terre brulée correspond pour un logiciel malveillant à détruire les parties importantes d'un système afin de le rendre inutilisable (exemple : destruction du MBR par Rombertik).
Au sens figuré, cette expression désigne aussi l'attitude d'une personne qui, risquant de perdre face à un adversaire, saccage la place que celui-ci s'apprête à prendre afin de minimiser ses gains et de gêner toute progression ultérieure.

## Avantage face à un ennemi loin de ses lignes
Cette stratégie fonctionne d'autant mieux que l'ennemi est loin de ses lignes d'approvisionnement et doit trouver sur place les ressources nécessaires. Elle est donc utilisée pour défendre de vastes territoires.

## Politique en dernier ressort
Cependant, la politique de la terre brulée, dans le cadre d'une politique de défense, présente l'inconvénient de supprimer les sources d'approvisionnements potentielles tant pour le défenseur que pour l'envahisseur. La tactique n'est donc généralement envisagée qu'en dernier ressort, lorsque l'armée en défense bénéficie d'une certaine avance sur son ennemi pour lui permettre de profiter des sources d'approvisionnement avant de les détruire. On ne détruit habituellement que ce qui ne pourra plus être utilisé avant d'entamer la retraite, mais pourrait être utile à l'ennemi.

## Priorités

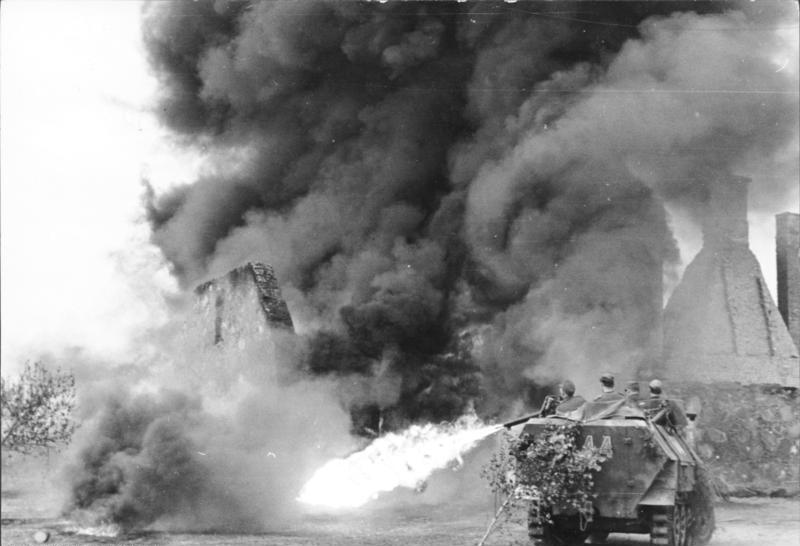
Schützenpanzer équipé de lance-flamme (Sonderkraftfahrzeug 251/16), en train de détruire un village de Russie centrale en août 1944 au moment de la retraite sur le front de l'Est.

Avant tout, si c'est possible, il est largement plus avantageux de pratiquer la politique de la terre déserte, avant d'appliquer la politique de la terre brulée. Cela dépendant toujours du temps et des moyens de transport à la disposition de l'armée en fuite. Cependant, tout n'est pas transportable (les ponts, les routes), et il y a toujours une limite à ce qu'on peut emmener dans un laps de temps donné.
En général, cela concernant les guerres modernes, il y a une « logique » qui est appliquée. L'ampleur et la nature des destructions dépendent largement du temps qu'une armée en fuite peut consacrer aux destructions, et de ce que l'armée en fuite veut empêcher ou rendre difficile à son ennemi.
Les ponts sont un premier choix. Une colonne de chars qui fait face à un pont détruit stoppe. L'opération Market Garden est l'exemple type d'une offensive qui a échoué, non pas à cause d'un ennemi supérieur, mais parce que les ponts ont sauté. La spécificité des Pays-Bas est que les ponts reliaient des rives escarpées, ce qui rendit impossible l'application d'un plan coordonné une fois ceux-ci détruits. Les Alliés prévoyaient d'atteindre Berlin en décembre 1944, mais cela dépendait du succès de l'opération Market Garden.
Les dépôts de carburant sont une priorité face à une armée en manque de carburant, ou aux lignes d'approvisionnement longues. Les chars et les avions, sans carburant, s'immobilisent en attendant leur ravitaillement. L'armée adverse gagne du temps pour se regrouper et riposter. La bataille des Ardennes est l'illustration d'une offensive qui a échoué principalement parce que les Américains ont empêché les Allemands de s’emparer de leurs dépôts de carburant. Prises par surprise, les forces américaines ont toutes scrupuleusement détruit leurs dépôts avant l'arrivée des panzers, ce qui s'est avéré déterminant dans l'échec de l'offensive allemande.
Taillader les lignes de chemin de fer est une priorité dans une stratégie de retraite à long terme. Une ligne de chemin de fer tailladée sur des centaines de kilomètres rend difficile l'approvisionnement. Les trains déraillent et sont endommagés, ce qui provoque le report d'offensives planifiées. Durant l'opération Barbarossa, les Allemands qui se rapprochaient de Moscou furent obligés de stopper l’armée Nord et l’armée Sud, pour compléter leurs approvisionnements qui tardaient. Les Soviétiques, avant de partir, tailladaient à différents endroits leurs rails, perturbant la circulation des trains d'approvisionnement.
Les maisons, les récoltes, les lignes téléphoniques, le cheptel bovin et ovin font aussi l'objet de destructions.
Les mines furent largement utilisées par les Allemands, beaucoup en Sicile et sur le front de l'Italie. Les poser est toujours plus rapide que le travail de déminage nécessaire pour les retirer.

## Conflits

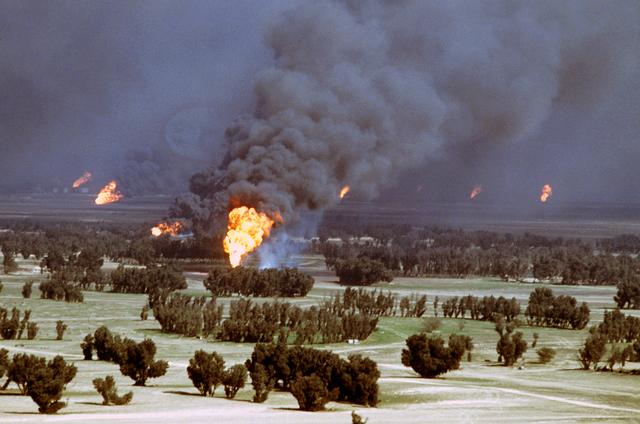
Puits de pétrole incendiés par l'armée irakienne dans le cadre de la politique de terre brulée de Saddam Hussein lors de la retraite en mars 1991.

Cette politique a été employée à l'occasion des conflits suivants :
- La campagne scythe de Darius Ier en 513 av. J.-C.;
- La guerre des Gaules entre Vercingétorix et Jules César ;
- L'invasion de la Tunisie par les Vandales en 429 ;
- La première expédition de Charlemagne contre les Avars ;
- L'invasion des Arabes à Mascula ;
- La résistance berbère de la Kahina face aux Omeyyades ;
- La fuite de Marwan II, quatorzième et dernier calife omeyyade ;
- La conquête du Maine par Guillaume le Conquérant ;
- La dévastation du nord de l'Angleterre (1069-1070) par Guillaume le Conquérant ;
- Les batailles contre Édouard III d'Angleterre par Charles V de France durant la guerre de Cent Ans (1359, 1369, 1370, 1373) ;
- Les manœuvres défensives de Louis XI de France, en Picardie contre la tentative d'invasion d'Édouard IV d'Angleterre en 1475 ;
- La lutte d'Étienne III le Grand (1457-1504) prince de Moldavie contre les Ottomans ;
- La guerre du Chah Ismail Ier (bataille de Tchaldiran, 1514) puis de Tahmasp Ier contre les Ottomans ;
- La guerre de Neuf Ans de 1595 à 1603 en Irlande, par les troupes d’Élisabeth Ire ;
- La guerre des Cévennes (1702-1704) (le "brulement" des Cévennes) ;
- La bataille de Poltava (1709) opposant les armées russes et suédoises lors de la Grande Guerre du Nord ;
- Les guerres du Mysore en Inde (1767-1799) ;
- Les deux ravages du Palatinat ordonnés par Louis XIV (1674 et 1689);
- L'expédition de Saint-Domingue (1802-1803)
- La campagne de Russie de Napoléon Ier en 1812 ;
- La conquête de l'Ouest (contre les Amérindiens) ;
- La conquête de l'Algérie par les armées françaises du général Bugeaud contre la résistance de l'émir Abd el-Kader entre 1840-1847;
- La guerre hispano-américaine (1898) ;
- La seconde guerre des Boers (1899-1902) ;
- L'Opération Alberich menée par l'Armée allemande durant le printemps 1917 lors de la Première Guerre mondiale ;
- La Seconde Guerre sino-japonaise, s'agissant de la Politique des Trois Tout (三光作戦, Sankō Sakusen?, « tue tout, brûle tout, pille tout »)[3] mise en œuvre par l'armée impériale japonaise, et de certains aspects de la résistance militaire chinoise, comme la destruction des digues du fleuve Jaune, qui retarda les Japonais, mais provoqua plusieurs centaines de milliers de morts civiles[4] ;
- La « Grande Guerre patriotique », lors de l'invasion de l'Union soviétique par l'Allemagne nazie sur le Front de l'Est (Opération Barbarossa en 1941) [N 1].
- La guerre de Laponie opposant l'Allemagne et la Finlande en 1944-1945 ;
- La guerre sino-vietnamienne opposant la République populaire de Chine au Viêt Nam en 1979[5] ;
- La guerre du Golfe lors de la retraite des forces irakiennes du Koweït en 1991 ;
- Le conflit du Darfour (milices Janjawid).